# Badu Island Airport
Badu Island Airport är en flygplats i Australien. Den ligger i kommunen Torres Strait Island och delstaten Queensland, omkring 2 200 kilometer nordväst om delstatshuvudstaden Brisbane. Badu Island Airport ligger 10 meter över havet. Den ligger på ön Badu Island.
Trakten är glest befolkad. 
Savannklimat råder i trakten. Genomsnittlig årsnederbörd är 1 737 millimeter. Den regnigaste månaden är januari, med i genomsnitt 465 mm nederbörd, och den torraste är september, med 2 mm nederbörd.